# Il mago Wiz
Il mago Wiz (Wizard of Id) è una serie di strisce ideata da Johnny Hart nel 1964 insieme al disegnatore Brant Parker. Dato che non voleva farne un clone di B.C., da lui creata e disegnata, ne affidò la realizzazione grafica a Brant Parker. Esordisce il 9 novembre 1964 raggiungendo presto il successo venendo pubblicata anche in molti altri paesi del mondo. La striscia ha avuto e ha ancora un successo enorme venendo pubblicata su migliaia di giornali e riviste in tutto il mondo da oltre 50 anni superando le 1200 testate sulle quali è comparsa e raggiungendo un successo tale da far ottenere a entrambi gli autori numerosi premi e riconoscimenti: nel 1981 Hart ha ricevuto premio Segar e Parker ha più volte ricevuto lo Humor Comic Strip Award conferito dalla National Cartoonist Society. La Creators Syndicate di New York, la società di distribuzione della serie, alla morte di Brant, lo ha ricordato con queste parole «Brant è stato uno degli innovatori più originali del mondo dei fumetti e il suo talento si è ben manifestato in The Wizard of Id».
La serie è ambientata in un castello medievale popolato da personaggi comici e sarcastici con modi di pensare e problemi quotidiani decisamente più da ventesimo secolo che da Medioevo.

## Storia editoriale
Negli anni sessanta Hart sviluppò la nuova striscia insieme al disegnatore Brant Parker. Venne distribuita la prima volta 9 novembre 1964 dal Publishers-Hall Syndicate viene pubblicata da oltre 50 anni; nel 1997 Parker passo la mano a suo figlio Jeff il quale aveva assistito il padre nei dieci anni precedenti, continuandone l'opera insieme a Johnny Hart fino alla morte di questi nel 2007, dopodiché continuò insieme ad altri membri della famiglia Hart, Mick Mastroianni, nipote dell’altro creatore Johnny Hart.

### Edizione italiana
In Italia la serie venne pubblicata in appendice alla collana Urania e sulla rivista Linus già dagli anni sessanta, così come l'altra serie di Hart, B.C., e continuando a esservi pubblicata per decenni; compare anche su altre riviste e quotidiani e raccolte periodicamente in volume.

## Trama
Il reame di Id, in pieno medioevo, è governato da un sovrano molto basso, avido, tirannico, iracondo e crudele nei confronti dei suoi sudditi che vive in un castello. Il re è assistito da un mago, in un castello popolato da guardie, cavalieri, prigionieri, giullari, servi e nobili e il suo regno è in perenne lotta contro i regni vicini e i poveri abitanti sono tiranneggiati dal minuscolo monarca. Il mago di Id, pur dando il titolo alla striscia, non ne è il personaggio principale perché molti altri personaggi trovano ampio risalto, garantendo una vasta pluralità di idee e situazioni. Fra i tanti personaggi, oltre al mago e sua moglie Blanche, ci sono sir Rodney imbranato cavaliere a capo dell'esercito, il "prigione", un galeotto ricoperto di peli, barba e capelli lunghi e il suo secondino, un giullare alcolizzato, un avvocato senza scrupoli, un frate, una vedetta in cima a una torre del castello, un impresario di pompe funebri e l'esercito degli Unni che assediano il castello, oltre a molti altri minori.

## Personaggi
- Il mago Wiz - Ha poteri magici, ma non sempre di grande utilità.
- Il Re - Avaro e malefico, nonché alto circa un metro e non fumatore.
- Sir Brandolph - Cavaliere a capo dell'esercito, un disastro naturalmente. Il cavaliere senza macchia e con molta paura.
- Blanche, moglie di Wiz - Domina e vessa il povero mago.
- Troob, il menestrello - Uno dei pochi che non ha paura di prendere in giro il Re.
- Il Duca - Il nobile e lecchino ciambellano del castello.
- Bung, il giullare - Perennemente sbronzo.
- Gwen - La bella fidanzata di Sir Brandolph, nonostante egli la faccia disperare costantemente.
- Il Servo - Lacchè personale del Re, di poche parole.
- Spook il prigioniero - Eternamente rinchiuso nelle segrete, è ormai completamente ricoperto da barba e capelli.
- Turnkey il secondino - Segregato quasi quanto il prigioniero.
- Lo Spirito - Compare spesso come nuvola di fumo nel laboratorio del mago.
- Larsen, l'avvocato - Riconoscibile da cilindro, nasone, e mancanza di scrupoli. Malgrado ciò, non è riuscito a difendere Spook.
- Il dottore: riconoscibile dallo specchietto portato perennemente sulla fronte.
- L'indovina - Con la classica sfera di cristallo.
- Robin Hood - O meglio una sua imitazione (Ruba Hood, nell'edizione italiana). In una delle sue apparizioni, afferma di rubare al proletariato per dare al ceto medio.
- I Mostri del fossato.
- Villici anonimi: in genere appaiono in folla, vestiti di sai, sotto il balcone del re.

E molti altri che fanno apparizioni più o meno frequenti.